# تاسکیلم (تنسی)
تاسکیلم (به انگلیسی: Tusculum) شهری در ایالت کشور ایالات متحده آمریکا است که جمعیت آن در سرشماری سال ۲۰۱۰ میلادی، ۲٬۶۶۳ نفر بوده‌است.